# Vicente Martínez Cuitiño
Vicente Martínez Cuitiño (1887-1964) fue un dramaturgo que nació en Uruguay y abordó en sus obras diversas estéticas.

## Actividad literaria
La obra El Parque, que escribió en colaboración con José González Castillo sobre la revolución de 1890 que provocó la renuncia del presidente Juárez Celman, fue prohibida por la Municipalidad de Buenos Aires que consideró que era una apología del levantamiento armado.
Con su obra La emigrada fue inaugurado el 18 de noviembre de 1925 el Teatro Independencia de la ciudad de Mendoza.
Escribió la letra del tango Dejalo, con música de Salvador Merico. que fue grabado po Azucena Maizani con la orquesta de Francisco Canaro.

## Obras
- La humilde quimera
- La Bambolla
- Rayito de sol
- Prepotencia
- No mataras
- El caudillo
- Diamantes quebrados
- Cuervos rubios
- El único gesto (1908)
- El derrumbe (1909)
- Mate dulce (1911)
- El malón blanco (1912)
- Los Colombini (1912)
- La fuerza ciega (1911)
- La fiesta del hombre (1919)
- El espectador o La cuarta realidad (1928)
- Extraña (1929)
- Atorrante o La venganza de la tierra (1932)
- Superficie (1934)
- Horizonte (1934)
- El Café de los Inmortales
- La emigrada

## Filmografía
Obras adaptadas para guiones
- La fuerza ciega (1950)
- Atorrante (La venganza de la tierra) (1939)